# 涪陵体育场
涪陵体育场（英語：Fuling Stadium）是一座位于重庆涪陵区的体育场馆，隶属于重庆市体育局。 

## 历史
2000年7月1日开始建设，2003年9月19日建成开馆，位于涪陵区主城区三环路，建筑面积42,000平方米，可容纳22,000名观众。2011年5月曾作为降级的重庆当代力帆足球俱乐部的主场。